# Gare de Lgov-Kiev
Pour la gare de la ville de Moscou, voir Gare de Koursk.
La gare de Lgov-Kiev (en ukrainien : Льгов-Київський et russe : Льгов-Киевский) est une gare ferroviaire russe, située dans la ville de Lgov, en Russie.

## Histoire
La construction du chemin de fer de Moscou à Koursk a commencé en 1866 et s'est continuée vers Kiev avec par le Le chemin de fer Moscou-Kiev-Voronej. Elle se situait à 7 verstes de la ville à Lgov qui fut plus tard absorbé par la ville.
C'est un objet fédéral classé n° 4630925000.

## Service des voyageurs

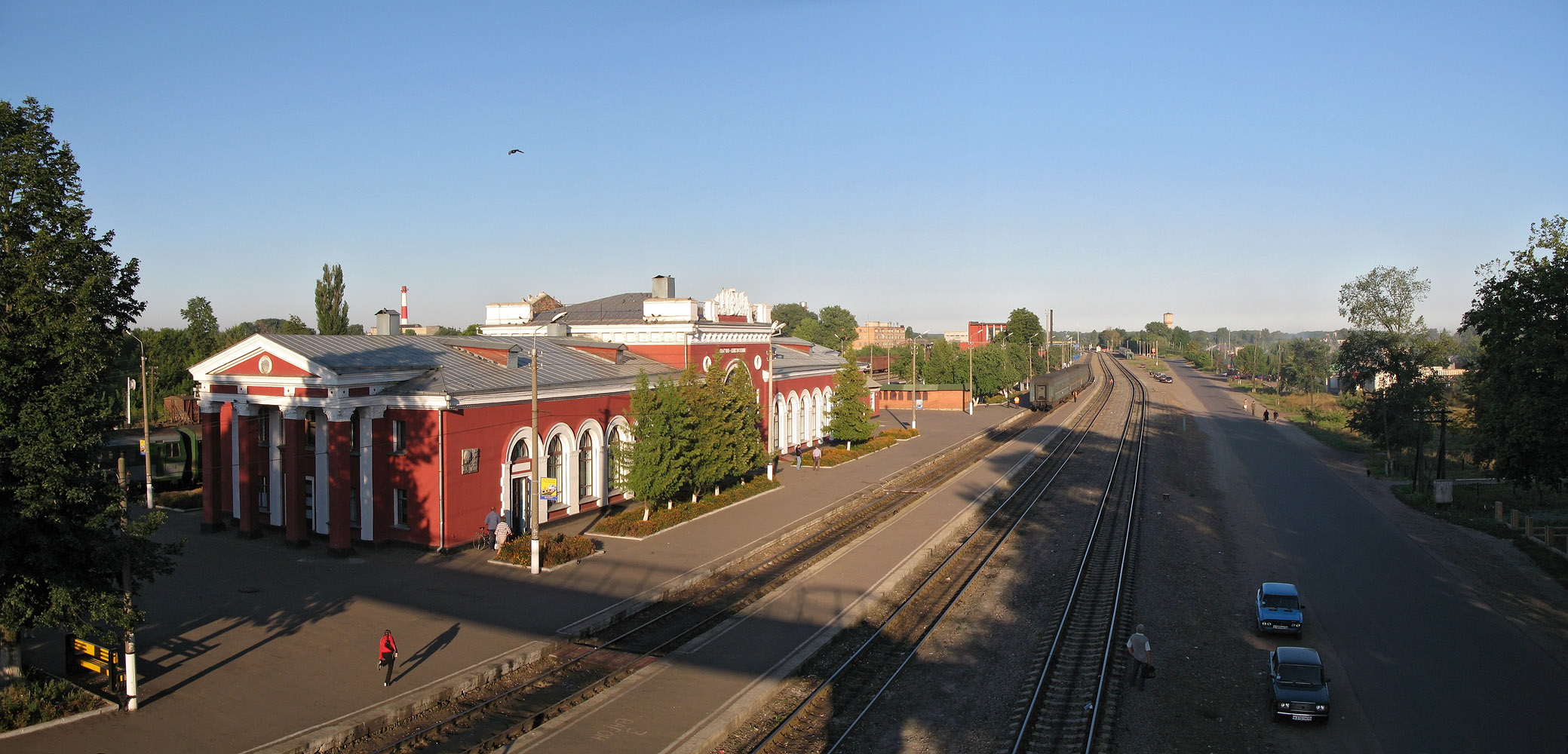
Depuis les voies
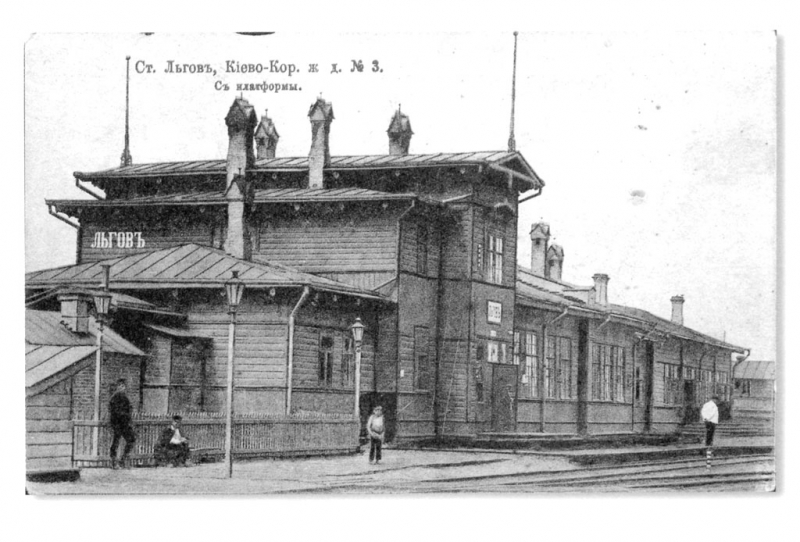
et début XXe siècle.